# Arcusaurus
Arcusaurus (лат.) — род завроподоморфных динозавров, известных по ископаемым остаткам из нижнеюрских отложений (плинсбахских?) ЮАР.
Arcusaurus был описан палеонтологами Адамом Йейтсом (Adam Yates), Мэтью Боннаном (Matthew Bonnan) и Йоханном Невелингом (Johann Neveling) в 2011 году. Типовой вид — Arcusaurus pereirabdalorum. Родовое название происходит от лат. arcus — «радуга» и др.-греч. σαῦρος [sauros] — «ящер, ящерица». Видовое название дано в честь студентки Люсиль Перейра (Lucille Pereira) и палеонтолога Фернандо Абдала (Fernando Abdala), которые обнаружили окаменелости.
Arcusaurus известен по двум фрагментарным скелетам, обнаруженным в марте 2006 года в местности Спион-Коп-Хилбо (Spion Kop Heelbo) из формации Эллиот. Голотип, BP/1/6235, состоит из частичного черепа, некоторых костей конечностей и позвонков, включённых в материал. Оба образца представлены молодыми особями.
Положение Arcusaurus на филогенетическом дереве завроподоморф неясно. У этого рода отсутствует ряд синапоморфий, характерных для представителей клады Plateosauria, что является аргументом в пользу рассмотрения Arcusaurus в качестве одного из самых базальных завроподоморф. Другие же особенности тела Arcusaurus предполагают его положение в составе группы Plateosauria и, возможно, даже ближе к кладе Anchisauria. Анализ Р. Т. Мюллера (2019) восстановил Arcusaurus в политомии с Pantydraco и Thecodontosaurus, вне клады Plateosauria.